# Marco Ciardi

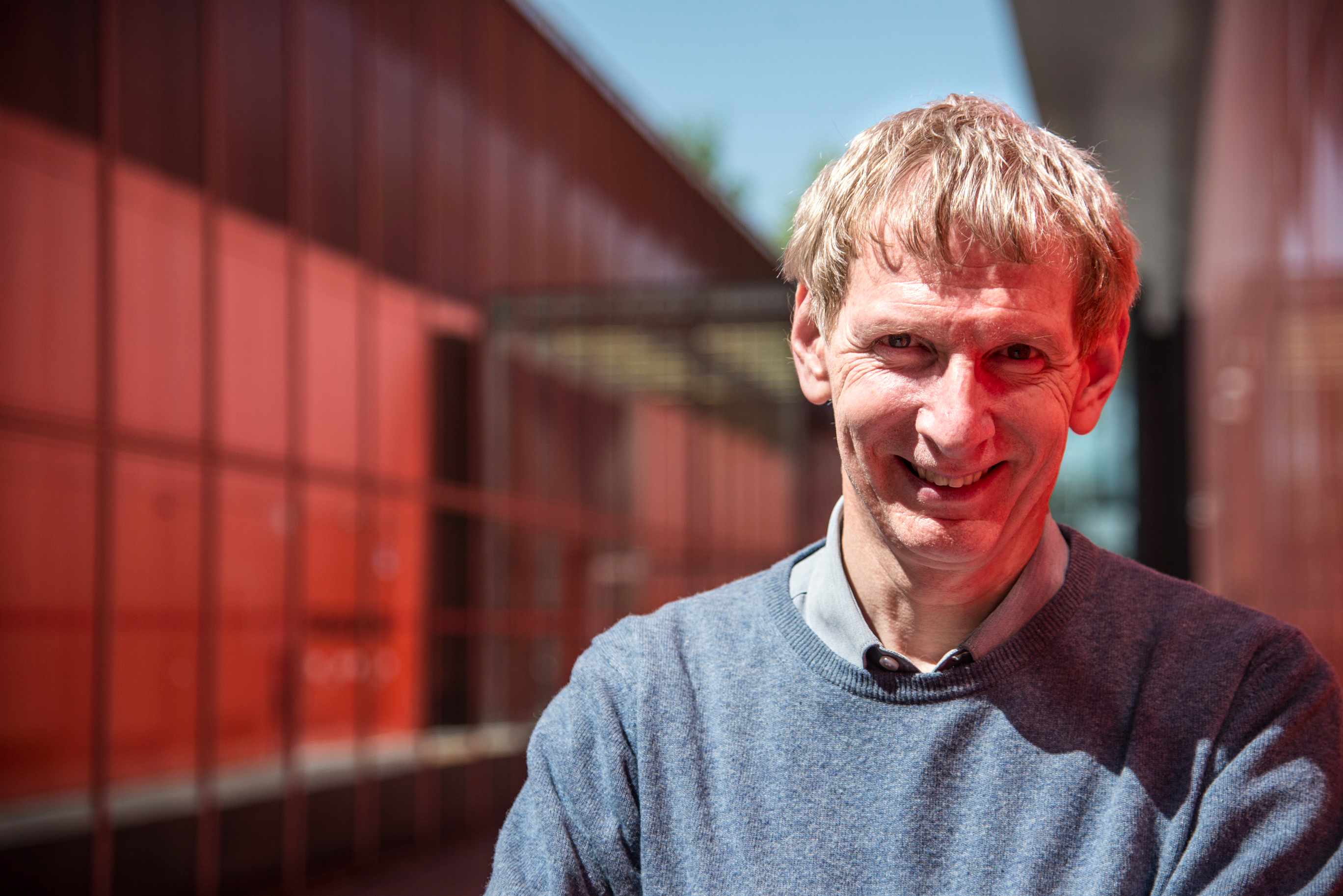
Professore Universitario, Scrittore e Divulgatore

Marco Ciardi (Firenze, 18 febbraio 1963) è uno storico della scienza e scrittore italiano.

## Biografia
Dopo la maturità al Liceo Scientifico “Leonardo Da Vinci”, nel 1991 si laurea in Filosofia con il prof. Paolo Rossi Monti presso l'Università di Firenze. Nel 1995 pubblica la sua prima monografia: L'atomo fantasma. Genesi storica dell'ipotesi di Avogadro (Firenze, Olschki). Nel 1996 i suoi studi “sulle intricate vicende che stanno alle spalle dell'opera di Avogadro” sono citati da Enrico Bellone nel saggio La storia della scienza. Nel 1997 consegue il Dottorato in Storia della Scienza. Nel 2000 vince il concorso per Ricercatore universitario in Storia della Scienza e delle Tecniche presso l'Università di Bologna. Nel 2008 diventa professore associato l'Università di Bologna poi nel 2021 è Professore ordinario presso l'Università di Firenze.

## Attività di Ricerca
Il suo settore di indagine riguarda principalmente la storia del pensiero scientifico moderno e contemporaneo, da Galileo Galilei fino a Marie Curie e Albert Einstein. Si interessa allo studio dei rapporti tra cultura scientifica, educazione e democrazia; tra scienza e letteratura; tra scienza, fantascienza e fantasy; tra scienza, cinema e fumetti; tra scienza, pseudoscienza e magia. Presso l'Università di Firenze, oltre ai corsi di Storia della scienza e della tecnica e di Storia del Pensiero Scientifico, tiene insegnamenti specifici denominati “Scienza, letteratura e pseudoscienza” e "Scienza, società e comunicazione".
Ha al suo attivo oltre 200 pubblicazioni, sia in Italia che all'estero, fra cui circa trenta volumi, tra monografie ed edizioni di testi. Ha curato edizioni delle opere di Amedeo Avogadro, Giacomo Ciamician, Galileo Galilei, Antoine-Laurent Lavoisier, Lazzaro Spallanzani, Alfred Wegener, Alfred North Whitehead. Ha scoperto documenti inediti relativi a Amedeo Avogadro, Albert Einstein , Lazzaro Spallanzani e Xavier de Maistre, e dimostrato (assieme a Franco Giudice) che un manoscritto conservato all'Académie des sciences di Parigi era stato erroneamente attribuito ad Alessandro Volta.

## Divulgazione
È molto attivo nell'ambito della cosiddetta "terza missione", cioè favorire l'applicazione diretta, la valorizzazione e l'impiego della conoscenza per contribuire allo sviluppo sociale, culturale ed economico della società. Tiene regolarmente presso istituzioni e scuole, o nell'ambito di festival e manifestazioni, conferenze e lezioni dedicate alla diffusione della cultura scientifica, al rapporto fra scienza, letteratura e pseudoscienza, nonché cinema, fumetti, fantasy e fantascienza, e ai modi dell'insegnamento delle discipline scientifiche e umanistiche sia in ambito scolastico che universitario.
Collabora anche con riviste, giornali e social, relativamente ai rapporti tra scienza, letteratura e pseudoscienza
È uno degli organizzatori di “Edutainment & Social”, nell'ambito di “Ludicomix”, manifestazione patrocinata da Regione Toscana, Città Metropolitana di Firenze e Comune di Empoli
Da molti anni è ospite di Lucca Comics & Games

## Incarichi
È stato Managing Editor della rivista internazionale “Nuncius. Journal of the Material and Visual History of Science” (2001-2003), membro del Comitato di Redazione della rivista internazionale “Galilaeana. Journal of Galilean Studies” (2004-2013) e del Comitato Direttivo del Gruppo Nazionale di Fondamenti e Storia della Chimica - GNFSC (1998-2013), Direttore scientifico del Museo Galileo (2021).
È anche docente di Storia della Scienza presso il Master in Comunicazione della Scienza “Franco Prattico” (MCS) della SISSA (Scuola Internazionale Superiore di Studi Avanzati) di Trieste.
E' Accademico d'Onore dell'Accademia delle Arti del Disegno, Membro associato INAF (Istituto Nazionale di Astrofisica) e Membro del Consiglio Scientifico del Festival della Scienza di Genova, del Consiglio Direttivo dell'ANAFI (Associazione Nazionale Amici del Fumetto e dell'Illustrazione), e del Comitato Scientifico del Museo Galileo di Firenze. È inoltre socio del CISU (Centro Italiano di Studi Ufologici) di Torino.

## Narrativa
Ha pubblicato il romanzo L'uomo tra le nuvole (Aras Edizioni, 2021).

## Opere principali
- L'atomo fantasma. Genesi storica dell'ipotesi di Avogadro, Firenze, Olschki, 1995
- La fine dei privilegi. Scienze fisiche, tecnologia e istituzioni scientifiche sabaude nel Risorgimento, Firenze, Olschki, 1999
- Atlantide. Una controversia scientifica da Colombo a Darwin, Roma, Carocci, 2002
- Breve storia delle teorie della materia, Rom, Caroccia, 2003
- Le metamorfosi di Atlantide. Storie scientifiche e immaginarie da Platone a Walt Disney, Roma, Carocci, 2003
- Reazioni tricolori. Aspetti della chimica italiana nell'età del Risorgimento, Milano, Franco Angeli, 2011
- Esplorazioni e viaggi scientifici del Settecento, Milano, Rizzoli, 2013
- Galileo & Harry Potter. La magia può aiutare la scienza?, Roma, Carocci, 2014
- Il mistero degli antichi astronauti, Roma, Carocci, 2017
- Marie Curie: La signora dei mondi invisibili, Milano, Hoepli, 2017
- Terra. Storia di un'idea; Roma/Bari, Laterza, 2018
- Frankenstein. Il mito fra scienza e immaginario, con  Pier Luigi Gaspa Roma, Carocci, 2018
- La scienza impossibile. Percorsi dell'alchimia in Francia tra Ottocento e Novecento, con Leonardo Anatrini, Carocci, 2019
- Stregati dalla Luna. Il sogno del volo spaziale da Jules Verne all'Apollo 11, con Maria Giulia Andretta, Roma, Carocci, 2019
- Il segreto degli elementi. Mendeleev e l'invenzione del Sistema Periodico, Milano, Hoepli, 2019
- Breve storia delle pseudoscienze, Milano, Hoepli, 2021, ISBN 978 88 360 0013 5
- Il pianoforte di Einstein. Storie e vite in bilico tra Firenze, Europa e America, con Antonella Gasperin, Milano, Hoepli, 2021.
- Benvenuti ad Atlantide. Storia e futuro di una città senza luogo, Roma, Carocci, 2022.
- Quando Darwin incontrò Flash Gordon. Scienza e cultura di massa tra Otto e Novecento, Roma, Carocci 2023.
- Incontri ravvicinati tra scienza e cinema, con Andrea Sani, MIlano, Hoepli, 2023
- Galileo & Harry Potter. La magia può aiutare la scienza? Nuova edizione, Roma, Carocci, 2024.
- Nove. Storie di sport e fumetti, musica e scienza, Bologna, Il Mulino, 2024.

## Premi e riconoscimenti
- Premio Nazionale di Letteratura Naturalistica Parco Majella, premio speciale della giuria per la sezione "saggistica" per Terra. Storia di un'idea (2013)